# Larry McMurtry
Larry Jeff McMurtry, född 3 juni 1936 i Archer City, Texas, död 25 mars 2021 i Archer City, Texas, var en amerikansk författare, bokhandlare och manusförfattare vars verk övervägande utspelar sig i gamla Västern eller i nutida Texas.

## Kända verk
Han är känd för romanen Lonesome Dove, 1985, som vann Pulitzerpriset för skönlitteratur. Det är en historisk berättelse som följer några Texasbor då de driver sin boskap från Rio Grande till ett nytt hem vid gränsen till Montana och för att ha skrivit manus till filmen Brokeback Mountain. Lonesome Dove har även den filmatiserats som miniserie för TV.

## Biografi
McMurtry föddes i Archer City, Texas som son till Hazel Ruth och William Jefferson McMurtry, som var boskapsuppfödare. Han växte upp på en boskapsfarm utanför Archer City, Texas, vilken har fått stå modell för staden Thalia som figurerar i många av hans romaner. Han studerade vid North Texas State University och Rice University.

## Karriär
McMurtry har vunnit Jesse H. Jones Award tre gånger; 1962, för Horseman, Pass By; 1967, för The Last Picture Show, priset delades detta år med Tom Pendletons The Iron Orchard; och 1986, för Lonesome Dove. Han har också vunnit Amon G. Carter award 1966, för Texas: Good Times Gone or Here Again?.
1969 flyttade han till Washington, D.C., och 1970 startade han tillsammans med två partners en bokhandel i Georgetown med namnet Booked Up. 1988 öppnade han ännu en Booked Up i Archer City.
McMurtry har regelbundet skrivit i The New York Review of Books och är en före detta ordförande för PEN. Han är kanske mest känd för de filmatiseringar som gjorts av hans verk, speciellt Vildast av dem alla (efter romanen Horseman, Pass By), med Paul Newman och Patricia Neal; den Peter Bogdanovich-regisserade The Last Picture Show (Den sista föreställningen); James L. Brooks Terms of Endearment (Ömhetsbevis), vilken vann fem Oscar, bland annat för bästa film (1984); och Lonesome Dove, vilken blev en populär miniserie för TV med Tommy Lee Jones och Robert Duvall bland skådespelarna.
År 2005 vann han tillsammans med Diana Ossana en Golden Globe för bästa manus och en Oscar för bästa manus efter förlaga för Brokeback Mountain.
Hans son, James McMurtry, är en singer/songwriter och gitarrist. Hans före detta fru Jo Scott McMurtry, en engelsk professor, är även hon författare till fem böcker.

## Priser och utmärkelser
- Pulitzerpriset för skönlitteratur 1986 för Lonesome Dove
- Golden Globe 2005, bästa manus för Brokeback mountain
- Oscar för bästa manus efter förlaga 2005 för Brokeback mountain